# Црква Свeтог арханђела Гаврила у Моловину
Црква Светог арханђела Гаврила у Моловину, месту у општини Шид, подигнута је 1801. године на месту старијег храма, који се помиње 1756. године, у извештају Карловачке епархије. Представља непокретно културно добро као споменик културе од изузетног значаја.

## Изглед цркве
Црква у Моловину је посвећена Светом архангелу Гаврилу, саграђена је у барокно-класицистичком стилу, са издуженим простором наоса, полукружном олтарском апсидом и плитким испустима за певнице, док је звоник накнадно дозидан. 
Сликана декорација иконостасне преграде, израђена је 1772. године за цркву у Товаришеву, рад је Јована Четиревића Грабована, члана велике сликарске породице пореклом из Грабова у близини Охрида. Четиревић, често називан барокним зографом, на моловинском иконостасу, који је његов најранији познати рад. Виртуозно изведена чипкаста резба иконостаса дело је групе непознатих мајстора. Претпоставља се да су дошли из Македоније. По разноврсној иконографији сцена, мноштву ликоваи богатству флоралних и зооморфних облика, иконостас у моловинској цркви спада у најрепрезентативнија дрворезбарска остварења у другој половини 18. века. На сценама борби животиња и на ликовима фантастичних бића очигледан је утицај југа. Горње зоне иконостаса су мирније, са пречишћеним декоративним елементима.
Конзерваторски радови су обављени 1970, 1978–1979, и 1981–1982. године.